# Vanonus balteatus
Vanonus balteatus är en skalbaggsart som beskrevs av Werner 1990. Vanonus balteatus ingår i släktet Vanonus och familjen ögonbaggar. Inga underarter finns listade i Catalogue of Life.